# Фрідріх Гохбаум
Фрідріх Вільгельм Герман Гохбаум (нім. Friedrich Wilhelm Hermann Hochbaum; 7 серпня 1894, Магдебург — 28 січня 1955) — німецький воєначальник, генерал піхоти вермахту. Кавалер Лицарського хреста Залізного хреста з дубовим листям.

## Біографія
Учасник Першої світової війни. Після демобілізації армії залишений в рейхсвері. З 1 квітня 1935 року — ад'ютант 2-го армійського корпусу. Після початку Другої світової війни служив ад'ютантом в штабі заступника командира корпусу, який залишався в Німеччині і займався в основному питаннями поповнення. З 26 липня 1940 року — командир 253-го піхотного полку 34-ї піхотної дивізії. Учасник Французької кампанії і Німецько-радянської війни, включаючи бої в районі Мінська, Смоленська, В'язьми, Москви і Юхнова. З 2 листопада 1942 року — командир своєї дивізії, якою командував у боях під Юхновом, Орлом, Полтавою, Черкасами і Уманню. З 24 червня 1944 року — командир 18-го гірського корпусу в Лапландії. Після виходу Фінляндії з війни почав відступ під тиском радянських військ у Північну Норвегію. В лютому 1945 року корпус перекинули в Західну Пруссію. 9 травня 1945 року здався радянським військам в районі Данцига. 21 квітня 1950 року військовим трибуналом засуджений до 25 років таборів. Помер в таборі, згідно офіційної версії — від раку гортані.

## Звання
- Фанен-юнкер (24 травня 1913)
- Фанен-юнкер-унтерофіцер (18 жовтня 1913)
- Фенріх (27 січня 1914)
- Лейтенант (10 серпня 1914)
- Оберлейтенант (1 травня 1924)
- Гауптман (1 лютого 1929)
- Майор (1 червня 1935)
- Оберстлейтенант (23 січня 1938)
- Оберст (17 грудня 1940)
- Генерал-майор (18 грудня 1942)
- Генерал-лейтенант (10 липня 1943)
- Генерал піхоти (1 вересня 1944)

## Нагрудний
- Залізний хрест
  - 2-го класу (10 жовтня 1914)
  - 1-го класу (5 серпня 1916)
- Орден дому Саксен-Ернестіне, лицарський хрест 2-го класу з мечами
- Нагрудний знак «За поранення» в чорному
- Сілезький Орел 2-го ступеня
- Почесний хрест ветерана війни з мечами
- Медаль «За вислугу років у Вермахті» 4-го, 3-го, 2-го і 1-го класу (25 років)
- Пам'ятна військова медаль (Австрія) з мечами
- Пам'ятна військова медаль (Угорщина) з мечами
- Застібка до Залізного хреста
  - 2-го класу (3 липня 1941)
  - 1-го класу (21 серпня 1941)
- Німецький хрест в золоті (25 квітня 1942)
- Медаль «За зимову кампанію на Сході 1941/42»
- Лицарський хрест Залізного хреста з дубовим листям
  - лицарський хрест (22 серпня 1943)
  - дубове листя (№486; 4 червня 1944)
- Двічі відзначений у Вермахтберіхт (14 лютого і 12 березня 1944)